# Boudewijnstoren en Huis van Margaretha van Parma
De Boudewijnstoren met het Huis van Margaretha van Parma is een historisch bouwwerk op de Markt in de Belgische stad Oudenaarde. Het huis met laatgotische voorgevel sluit aan op de 9e-eeuwse Boudewijnstoren. De Boudewijnstoren werd in de 19e eeuw vernoemd naar Boudewijn V omdat men toen dacht dat hij de bouwheer was. De Boudewijntoren is echter een patriciërstoren die een overblijfsel is van een Romaans 'steen'. Het huis werd gebouwd in de 16e eeuw, op de plaats van een Romaanse zaalbouw die bij die toren hoorde. Vanaf 1673 werd er een godshuis (hospice) in opgericht voor arme jongetjes (zoals Jan Stalins in 1647 in zijn testament had opgedragen). Sinds de 19e eeuw werd verkeerdelijk gezegd dat dit gebouw het geboortehuis zou zijn van Margaretha van Parma. De school werd in 1763 uitgebreid. Na de Franse Revolutie werd het godshuis overgedragen aan de overheid (Commissie der Burgerlijke Godshuizen en later Commissie voor Openbare Onderstand). In de 19e eeuw werd het een armenschool; in de 20e eeuw was er een horecazaak in gevestigd. Het huis heeft zandstenen kruiskozijnen, een bovenbouw met Tudorbogen en dwarsmuren van Doornikse steen. Sinds 1947 is het een beschermd monument.

## Afbeeldingen

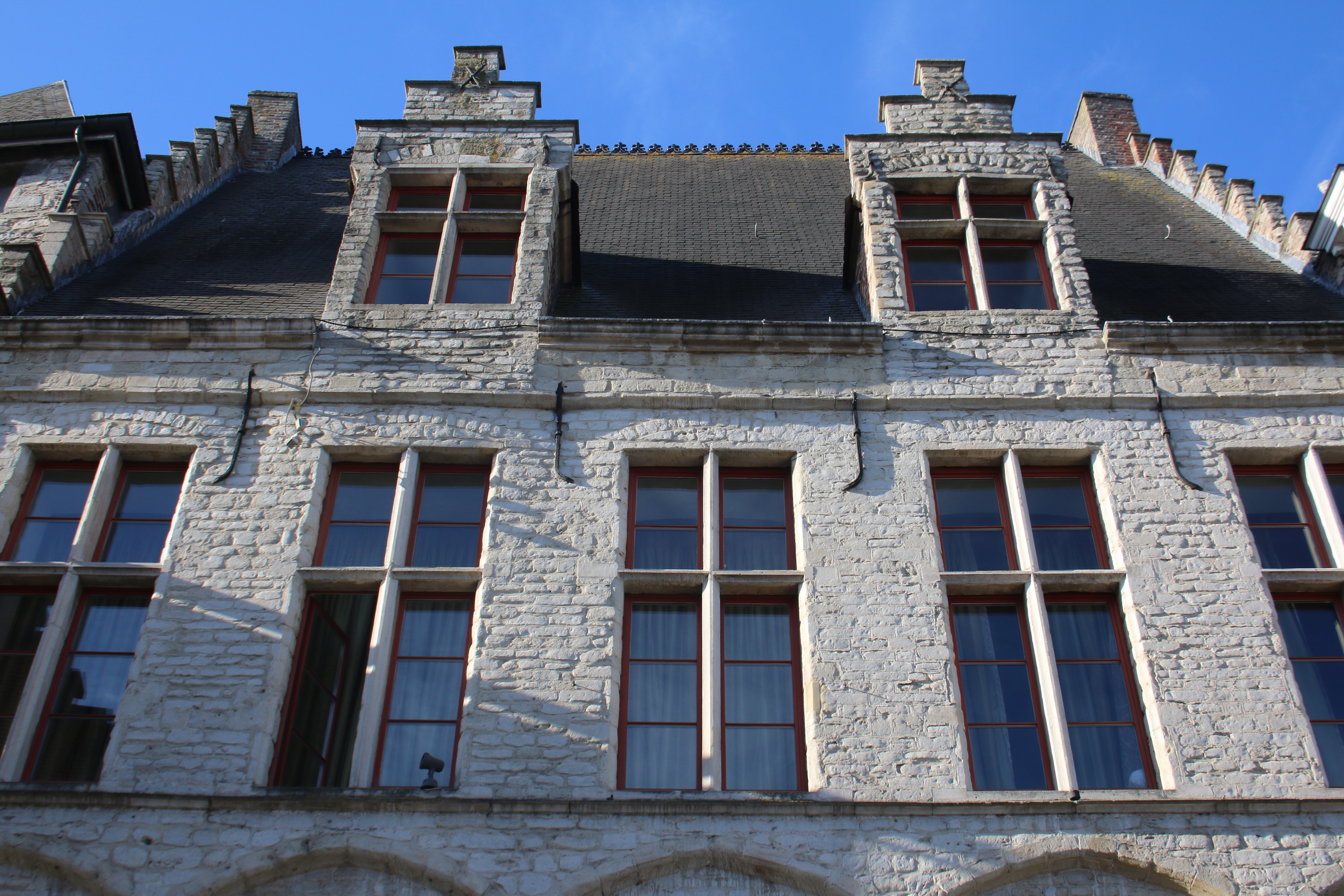
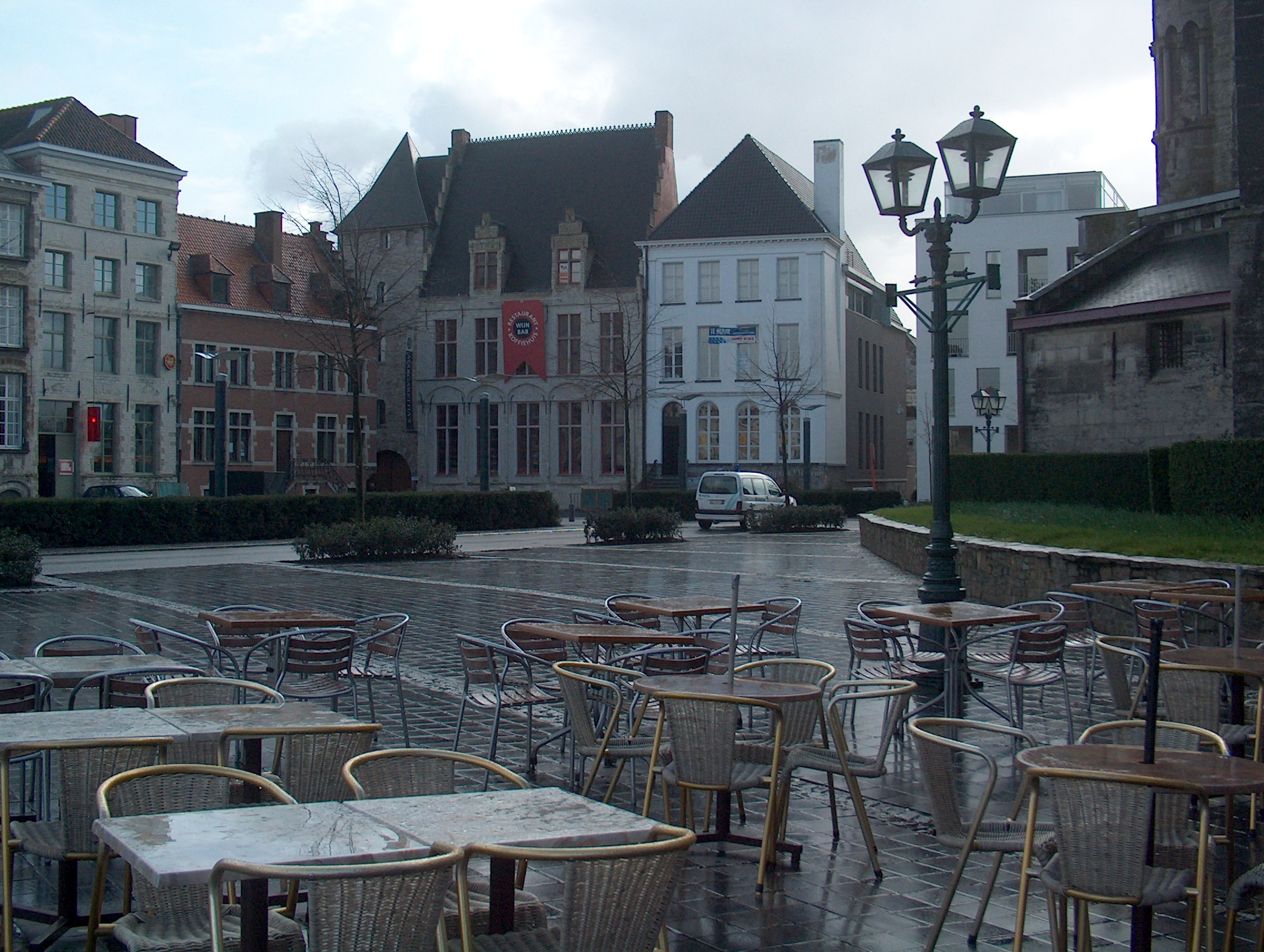
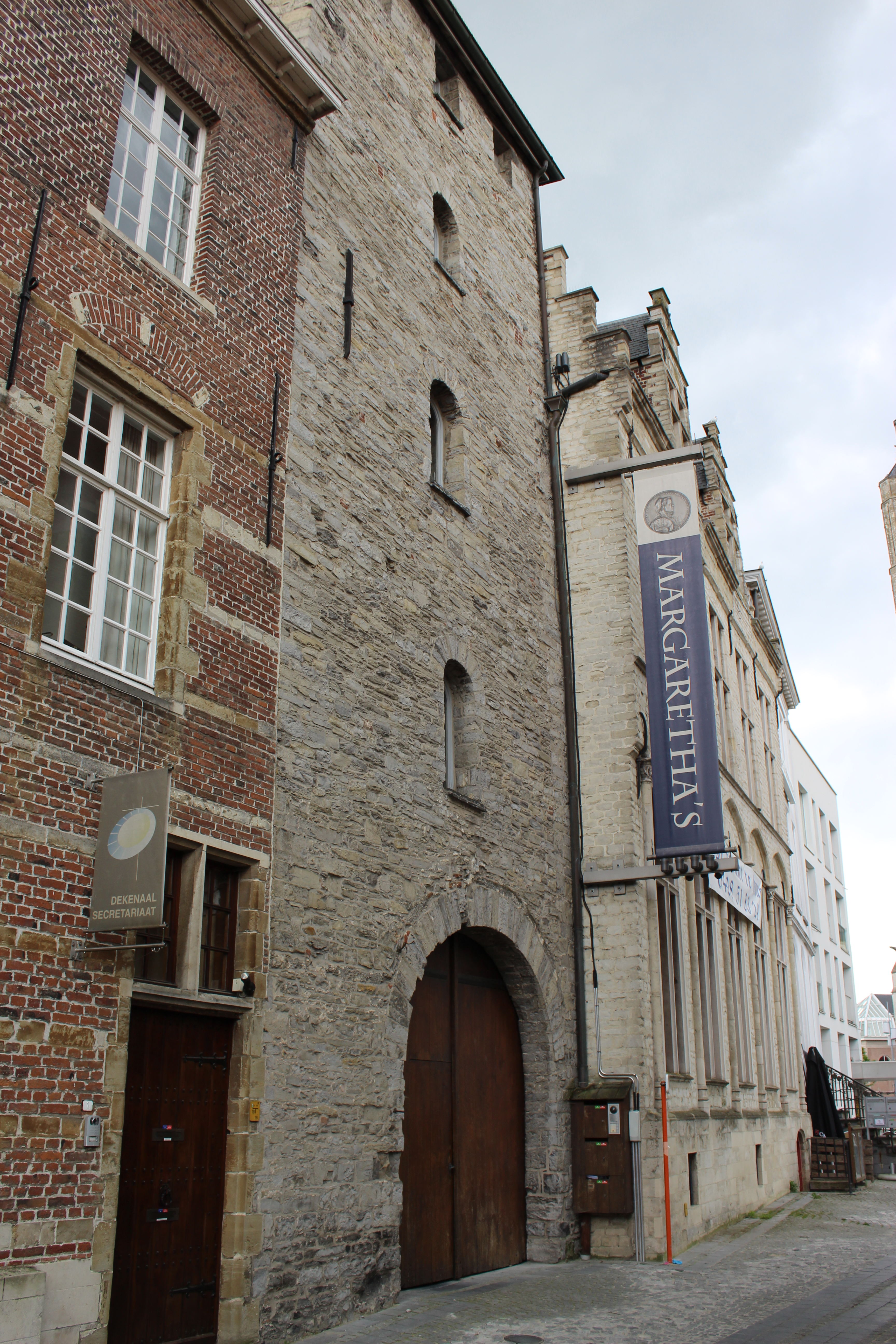
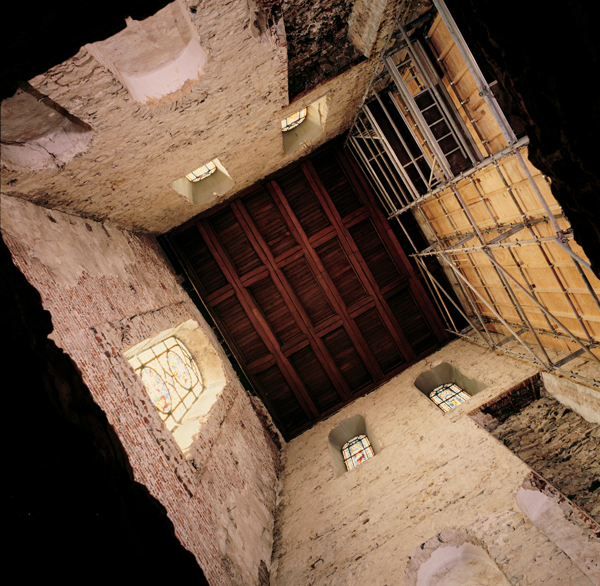
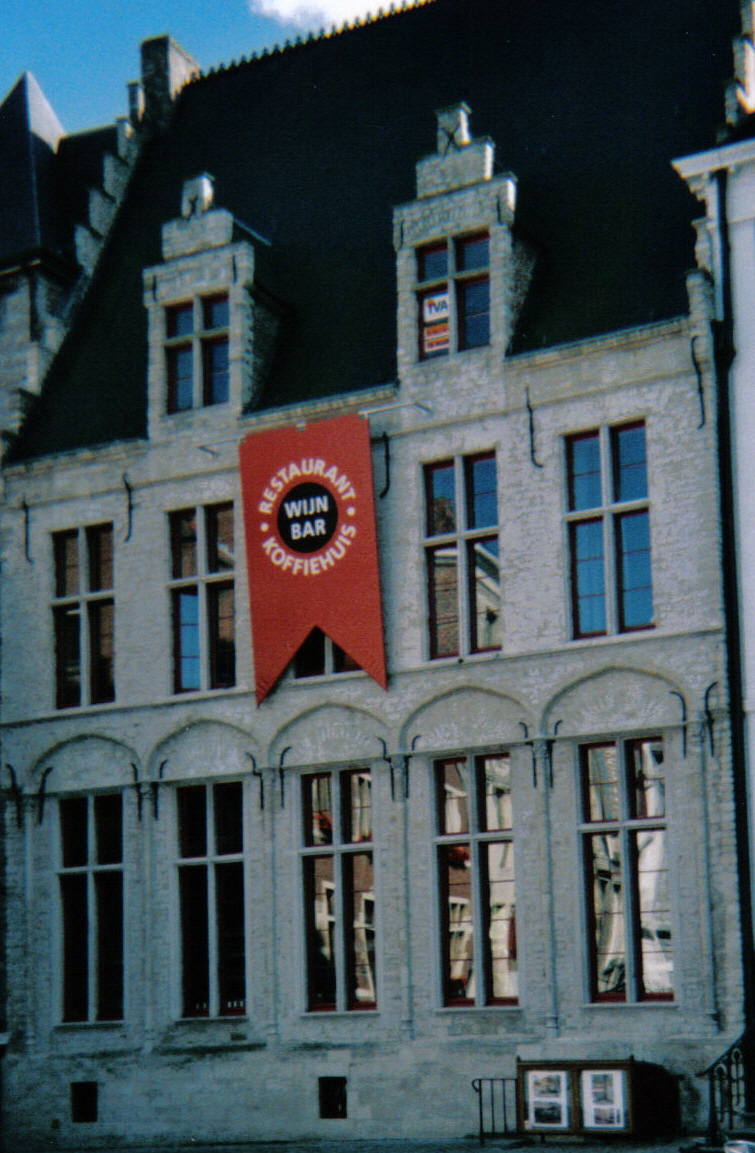